# Jens Galschiot
 (mars 2014).
Si vous disposez d'ouvrages ou d'articles de référence ou si vous connaissez des sites web de qualité traitant du thème abordé ici, merci de compléter l'article en donnant les références utiles à sa vérifiabilité et en les liant à la section « Notes et références ».
Jens Galschiot, né le 4 juin 1954 à Frederikssund (Danemark), est un sculpteur danois. Son œuvre met en scène et traite des valeurs culturelles en se concentrant sur l'hypocrisie, les droits de l'homme et l’écologie. L'artiste a en cours une installation dont le titre est Les Enfants d'Abraham.

## Biographie
Il s'est installé à Odense en 1973 et y a ouvert en 1985, à la périphérie de la ville, un espace de 10 000 m2, la Galerie Galschiot, qui comprend un parc de sculptures dans lequel ont été installées des œuvres du sculpteur comme le Pilier de la honte et la Bête intérieure.
Jens Galschiot est un artiste très complexe, qui se déplace dans l’intersection entre les différentes formes d'art comme l'installation, l'art conceptuel, le happening, l'art de la performance et l'art urbain (street art) avec des références claires au concept de sculpture sociale (Joseph Beuys), au symbolisme et à l'Art nouveau. Galschiot travaille avec des sculptures à combattre l'injustice dans le monde, et les met en place dans les grandes places et villes à travers le monde. Les sculptures sont principalement en bronze et payés des propres fonds.

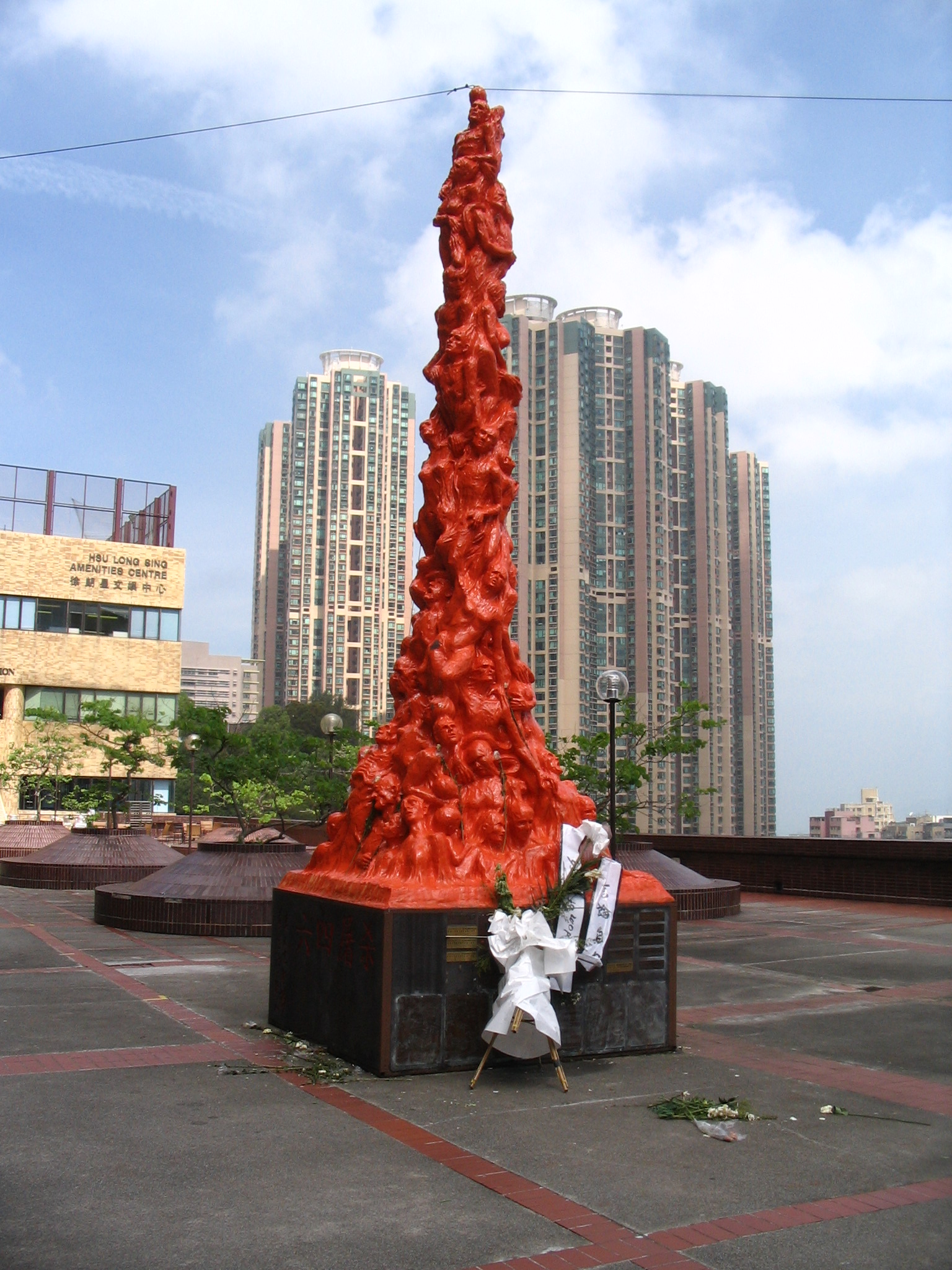
La Colonne de l'Infamie peinte en orange (Université de Hong Kong - 2008)

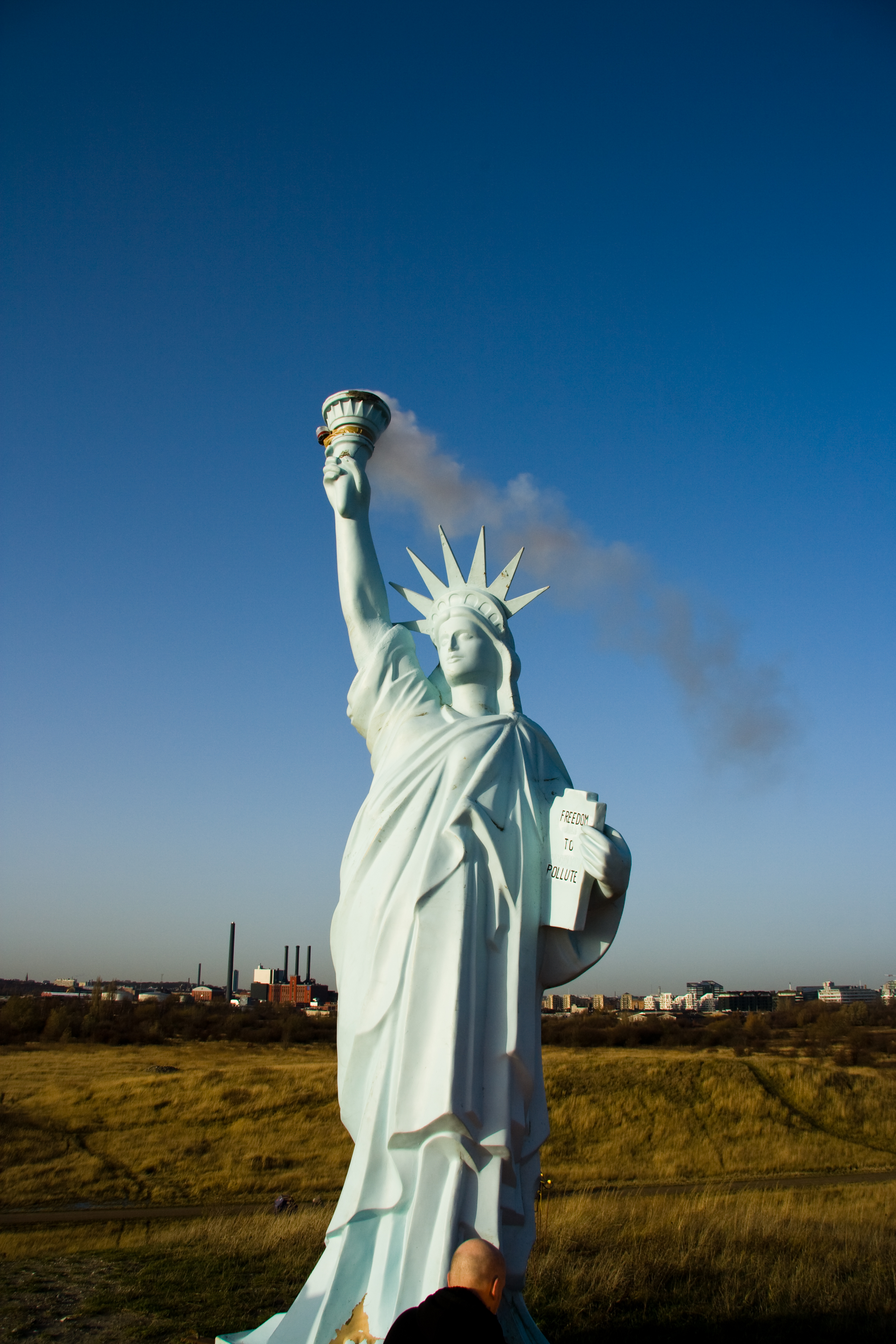
Copie de la statue de la liberté; la fumée symbolise le droit de polluer.

Sa production est très variée et s'étend des pièces de joaillerie jusqu'à des sculptures monumentales. Il a par exemple réalisé, en 1990, en coopération avec le couturier Erik Mortensen et Jean Voigt, une sculpture de cuivre intitulée la Ringwearer’s Jacket (La veste du porteur de l'anneau), inspirée du Seigneur des anneaux, qui a été offerte à la reine Margrethe II de Danemark pour son 50e anniversaire. Reconnu internationalement, il a notamment participé à l'exposition universelle de 1992 à Séville.
Artiste engagé, il est aussi l'auteur de The Pillar of Shame (La Colonne de l'Infamie, aussi nommé Le pilier de la honte), sculpture de 8 mètres de haut qui symbolise l'oppression, érigée à Hong Kong en 1997 en hommage aux victimes de la place Tian'anmen en 1989 à Pékin, puis déboulonnée par le pouvoir chinois en 2021,. Une seconde Colonne de l'Infamie a été placée à Acteal (Chiapas, Mexique) après le massacre de 45 toztzils dans cette communauté en 1997, en 1999 et une troisième au Brésil, devant le parlement, en 2000. L'artiste a mis les plans de cette statue en ligne.
Il est à l'origine de l'initiative lancée en janvier 2008, The Color Orange (la couleur orange), mouvement qui propose d'utiliser la couleur orange pendant les Jeux olympiques de Pékin, tant en Chine qu'à l'extérieur, pour signaler « qu'il y a quelque chose qui ne va pas. »

## Crédit d'auteurs
- (en) Cet article est partiellement ou en totalité issu de l’article de Wikipédia en anglais intitulé « Jens Galschiøt » (voir la liste des auteurs).